# Bundesliga Femenina
La Bundesliga femenina (en alemán y oficialmente: Google Pixel Frauen-Bundesliga) es la máxima categoría femenina dentro del sistema de ligas de fútbol de Alemania. Se comenzó a disputar en 1990. La liga está organizada, regulada y dirigida por la Federación Alemana de Fútbol (DFB). La segunda competición a nivel local de mayor relevancia es la Copa de fútbol femenino de Alemania.

## Sistema de competición
La temporada se inicia a principios de agosto y dura hasta finales de mayo, con una pausa de invierno de seis semanas (mediados de diciembre hasta finales de enero). En los años en que hay Juegos Olímpicos, o Copa Mundial Femenina de Fútbol, la temporada puede ser pausada hasta un mes.
Los equipos de esta categoría se enfrentan todos contra todos siguiendo un calendario establecido por sorteo. El ganador de cada partido tiene tres puntos, el empate otorga un punto y la derrota, cero puntos. El que logre más puntos al final de la temporada, será el ganador de la liga.
El campeón tiene derecho a disputar la siguiente edición de la Liga de Campeones de la UEFA femenina. El segundo clasificado puede participar en la Liga de Campeones.
Los dos últimos de la clasificación descienden automáticamente a la 2. Bundesliga Femenina (segunda división), intercambiándose con los dos primeros clasificados de ésta.

## Historia
El primer equipo femenino de fútbol en Alemania, el 1.DFC Frankfurt, fue fundado en 1930 por la hija de un carnicero, Lotte Specht. El equipo entrenaba dos veces por semana, pero pronto tuvo que disolverse por la hostilidad y burlas de la prensa y de los hombres locales, que según Specht, incluso les tiraban piedras mientras entrenaban.
En 1955 la Federación Alemana de Fútbol votó de forma unánimeme prohibir el fútbol femenino, por considerar la combatividad del deporte como contraria a la naturaleza de las mujeres. A pesar de la prohibición, la práctica del deporte creció la década de los sesenta. La prohibición fue finalmente revocada el 30 de octubre de 1970 en el congreso de Travemünde. Para esta época se estima que había entre 40.000 y 60.000 jugadoras jugando de manera más o menos subversiva en equipos sancionados por la federación, y se temía que las mujeres fundaran su propia federación de fútbol.
En la década de los ochenta la federación comenzó a organizar y consolidar las ligas regionales y en 1982 creó oficialmente una selección femenina de fútbol de Alemania. En el congreso de 1986 en Bremen, la federación acordó casi unánimemente comenzar los preparativos para la creación de una liga femenina de fútbol, pero fue la victoria de la selección en la Eurocopa Femenina de 1989 que dio el impulso necesario para que en el congreso de Tréveris se acordara la creación de la Bundesliga femenina para la temporada 1990/1991.

## Espectadores
En los primeros años de la Bundesliga femenina, el average de espectadores era de alrededor de 200 por partido. Tras la victoria en la Copa Mundial Femenina de Fútbol de 2003 el número de espectadores aumentó considerablemente, doblándose y hasta triplicándose. En la temporada 2011/2012 se estableció un récord de 1121 espectadores por partido.

## Equipos temporada 2023-24

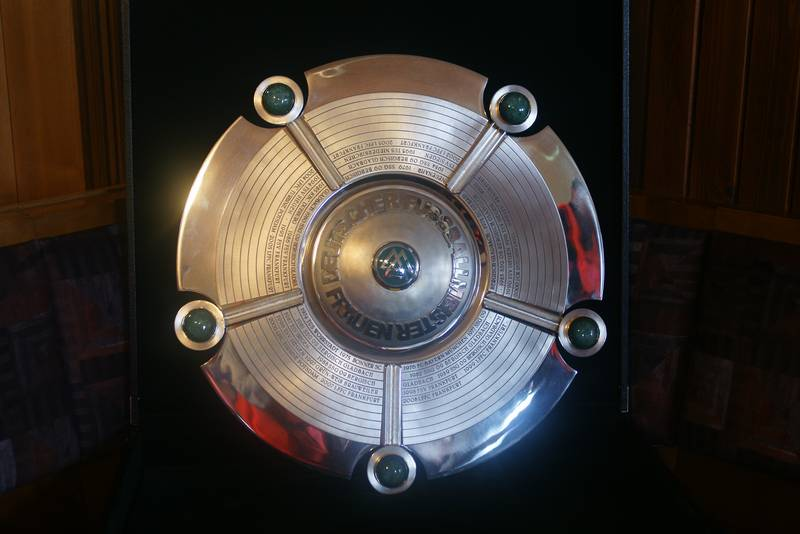
Trofeo otorgado al equipo campeón.

| Equipo              | Ciudad                | Estadio                  | Capacidad |
| ------------------- | --------------------- | ------------------------ | --------- |
| VfL Wolfsburgo      | Wolfsburgo            | AOK Stadium              | 5.200     |
| FC Bayern Múnich    | Munich                | FC Bayern Campus         | 2.500     |
| 1899 Hoffenheim     | Hoffenheim            | Dietmar Hopp Stadion     | 6.350     |
| SGS Essen           | Essen                 | Stadion Essen            | 20.650    |
| Eintracht Fráncfort | Fráncfort del Meno    | Stadion am Brentanobad   | 5.650     |
| SC Friburgo         | Friburgo de Brisgovia | Schwarzwald-Stadion      | 24.000    |
| MSV Duisburgo       | Duisburgo             | PCC-Stadion              | 3.000     |
| Bayer 04 Leverkusen | Leverkusen            | Ulrich-Haberland-Stadion | 3.200     |
| 1. FC Colonia       | Colonia               | Franz-Kremer-Stadion     | 5.457     |
| Werder Bremen       | Bremen                | Weserstadion Platz 12    | 5.500     |
| RB Leipzig          | Leipzig               | Sportanlage Gontardweg   | 1.300     |
| 1. F. C. Núremberg  | Núremberg             | Max-Morlock-Stadion      | 50.000    |

## Palmarés
Lista de Campeones
| Temporada | Campeón                    | Subcampeón             | Máxima goleadora   | Club                   | Goles |
| --------- | -------------------------- | ---------------------- | ------------------ | ---------------------- | ----- |
| 1990–91   | TSV Siegen (1)             | FSV Frankfurt          | Heidi Mohr         | TuS Niederkirchen      | 36    |
| 1991–92   | TSV Siegen (2)             | Grün-Weiß Brauweiler   | Heidi Mohr         | TuS Niederkirchen      | 28    |
| 1992–93   | TuS Niederkirchen (1)      | TSV Siegen             | Heidi Mohr         | TuS Niederkirchen      | 22    |
| 1993–94   | TSV Siegen (3)             | Grün-Weiß Brauweiler   | Heidi Mohr         | TuS Niederkirchen      | 28    |
| 1994–95   | FSV Frankfurt (2)          | Grün-Weiß Brauweiler   | Heidi Mohr         | TuS Ahrbach            | 27    |
| 1995–96   | TSV Siegen (4)             | SG Praunheim           | Sandra Smisek      | FSV Frankfurt          | 29    |
| 1996–97   | Grün-Weiß Brauweiler (1)   | FC Rumeln-Kaldenhausen | Birgit Prinz       | FSV Frankfurt          | 20    |
| 1997–98   | FSV Frankfurt (2)          | SG Praunheim           | Birgit Prinz       | FSV Frankfurt          | 23    |
| 1998–99   | 1. FFC Frankfurt (1)       | FCR 2001 Duisburg      | Inka Grings        | FCR 2001 Duisburg      | 25    |
| 1999–00   | FCR 2001 Duisburg (3)      | 1. FFC Frankfurt       | Inka Grings        | FCR 2001 Duisburg      | 38    |
| 2000–01   | 1. FFC Frankfurt (2)       | 1. FFC Turbine Potsdam | Birgit Prinz       | 1. FFC Frankfurt       | 24    |
| 2001–02   | 1. FFC Frankfurt (3)       | 1. FFC Turbine Potsdam | Conny Pohlers      | 1. FFC Turbine Potsdam | 27    |
| 2002–03   | 1. FFC Frankfurt (4)       | 1. FFC Turbine Potsdam | Inka Grings        | FCR 2001 Duisburg      | 20    |
| 2003–04   | 1. FFC Turbine Potsdam (1) | 1. FFC Frankfurt       | Kerstin Garefrekes | 1. FFC Frankfurt       | 26    |
| 2004–05   | 1. FFC Frankfurt (5)       | FCR 2001 Duisburg      | Shelley Thompson   | FCR 2001 Duisburg      | 30    |
| 2005–06   | 1. FFC Turbine Potsdam (2) | FCR 2001 Duisburg      | Conny Pohlers      | 1. FFC Turbine Potsdam | 36    |
| 2006–07   | 1. FFC Frankfurt (6)       | FCR 2001 Duisburg      | Birgit Prinz       | 1. FFC Frankfurt       | 28    |
| 2007–08   | 1. FFC Frankfurt (7)       | FCR 2001 Duisburg      | Inka Grings        | FCR 2001 Duisburg      | 27    |
| 2008–09   | 1. FFC Turbine Potsdam (3) | FC Bayern Muních       | Inka Grings        | FCR 2001 Duisburg      | 29    |
| 2009–10   | 1. FFC Turbine Potsdam (4) | FCR 2001 Duisburg      | Inka Grings        | FCR 2001 Duisburg      | 28    |
| 2010–11   | 1. FFC Turbine Potsdam (5) | 1. FFC Frankfurt       | Conny Pohlers      | 1. FFC Frankfurt       | 25    |
| 2011–12   | 1. FFC Turbine Potsdam (6) | VfL Wolfsburgo         | Genoveva Añonman   | 1. FFC Turbine Potsdam | 22    |
| 2012–13   | VfL Wolfsburgo (1)         | 1. FFC Turbine Potsdam | Yūki Ōgimi         | 1. FFC Turbine Potsdam | 18    |
| 2013–14   | VfL Wolfsburgo (2)         | 1. FFC Frankfurt       | Célia Šašić        | 1. FFC Frankfurt       | 20    |
| 2014–15   | FC Bayern Múnich (1)       | VfL Wolfsburgo         | Célia Šašić        | 1. FFC Frankfurt       | 21    |
| 2015–16   | FC Bayern Múnich (2)       | VfL Wolfsburgo         | Mandy Islacker     | 1. FFC Frankfurt       | 17    |
| 2016–17   | VfL Wolfsburgo (3)         | FC Bayern Muních       | Mandy Islacker     | 1. FFC Frankfurt       | 19    |
| 2017–18   | VfL Wolfsburgo (4)         | FC Bayern Muních       | Pernille Harder    | VfL Wolfsburgo         | 17    |
| 2018–19   | VfL Wolfsburgo (5)         | FC Bayern Muních       | Ewa Pajor          | VfL Wolfsburgo         | 24    |
| 2019–20   | VfL Wolfsburgo (6)         | FC Bayern Muních       | Pernille Harder    | VfL Wolfsburgo         | 27    |
| 2020–21   | FC Bayern Muních (3)       | VfL Wolfsburgo         | Nicole Billa       | TSG 1899 Hoffenheim    | 23    |
| 2021–22   | VfL Wolfsburgo (7)         | FC Bayern Muních       | Lea Schüller       | FC Bayern Muních       | 16    |
| 2022–23   | FC Bayern Muních (4)       | VfL Wolfsburgo         | Alexandra Popp     | VfL Wolfsburgo         | 16    |
| 2023–24   | FC Bayern Muních (5)       | VfL Wolfsburgo         | Ewa Pajor          | VfL Wolfsburgo         | 18    |
| 2024–25   | FC Bayern Muních (6)       | VfL Wolfsburgo         | Lineth Beerensteyn | VfL Wolfsburgo         | 16    |

## Títulos por clubes
| Club                   | Campeón | Subcampeón | Años campeón                             |
| ---------------------- | ------- | ---------- | ---------------------------------------- |
| 1. FFC Frankfurt       | 7       | 6 *        | 1999, 2001, 2002, 2003, 2005, 2007, 2008 |
| VfL Wolfsburgo         | 7       | 7          | 2013, 2014, 2017, 2018, 2019, 2020, 2022 |
| 1. FFC Turbine Potsdam | 6       | 4          | 2004, 2006, 2009, 2010, 2011, 2012       |
| FC Bayern Múnich       | 6       | 6          | 2015, 2016, 2021, 2023, 2024, 2025       |
| TSV Siegen             | 4       | 1          | 1991, 1992, 1994, 1996                   |
| FSV Frankfurt          | 2       | 1          | 1995, 1998                               |
| FCR 2001 Duisburg      | 1       | 7 *        | 2000                                     |
| Grün-Weiß Brauweiler   | 1       | 3          | 1997                                     |
| TuS Niederkirchen      | 1       | -          | 1993                                     |

- Nota (*): 2 Subcampeonatos de 1. FFC Frankfurt fueron como SG Praunheim
- Nota (*): 1 Subcampeonato de FCR 2001 Duisburg fue como FC Rumeln-Kaldenhausen

## Títulos de goleo por temporada
| Rank. | Jugadora           | Títulos | Temporada                          |
| ----- | ------------------ | ------- | ---------------------------------- |
| 1     | Inka Grings        | 6       | 1999, 2000, 2003, 2008, 2009, 2010 |
| 2     | Heidi Mohr         | 5       | 1991, 1992, 1993, 1994, 1995       |
| 3     | Birgit Prinz       | 4       | 1997, 1998, 2001, 2007             |
| 4     | Conny Pohlers      | 3       | 2002, 2006, 2011                   |
| 5     | Pernille Harder    | 2       | 2018, 2020                         |
|       | Mandy Islacker     | 2       | 2016, 2017                         |
|       | Ewa Pajor          | 2       | 2019, 2024                         |
|       | Célia Šašić        | 2       | 2014, 2015                         |
| 9     | Genoveva Añonman   | 1       | 2012                               |
|       | Nicole Billa       | 1       | 2021                               |
|       | Kerstin Garefrekes | 1       | 2004                               |
|       | Yūki Ōgimi         | 1       | 2013                               |
|       | Alexandra Popp     | 1       | 2023                               |
|       | Lea Schüller       | 1       | 2022                               |
|       | Sandra Smisek      | 1       | 1996                               |
|       | Shelley Thompson   | 1       | 2005                               |
|       | Lineth Beerensteyn | 1       | 2025                               |

| Rank. | País              | Títulos |
| ----- | ----------------- | ------- |
| 1     | Alemania          | 27      |
| 2     | Dinamarca         | 2       |
|       | Polonia           | 2       |
| 4     | Guinea Ecuatorial | 1       |
|       | Japón             | 1       |
|       | Austria           | 1       |
|       | Países Bajos      | 1       |

## Goleadoras históricas
- Actualizado al final de la temporada 2023-24.
La Bundesliga femenina, la máxima división del fútbol femenino alemán, se celebró por primera vez en la temporada 1990-91. La Bundesliga se disputó inicialmente en dos zonas, norte y sur. No fue hasta la temporada 1997-98 que se jugó por primera vez una liga en grupo único.
Esta lista contiene las goleadoras desde la introducción de la Bundesliga femenina en grupo único en la temporada 1997/98, esto significa que faltan las máximos goleadoras de los primeros años de la Bundesliga. Por ejemplo, Heidi Mohr con más de 170 goles en la Bundesliga no figura en esta lista.
Los jugadoras activas en la Bundesliga están marcadas en fondo celeste.
| Futbolista         | Goles | Temporadas | Clubes                                                                          |
| ------------------ | ----- | ---------- | ------------------------------------------------------------------------------- |
| Inka Grings        | 314   | 1998–2011  | FCR Duisburg 55 / FCR 2001 Duisburg                                             |
| Conny Pohlers      | 276   | 1998–2014  | 1. FFC Turbine Potsdam, 1. FFC Frankfurt, VfL Wolfsburgo                        |
| Birgit Prinz       | 267   | 1998–2011  | FSV Frankfurt, 1. FFC Frankfurt                                                 |
| Kerstin Garefrekes | 246   | 1999–2016  | FFC Heike Rheine, 1. FFC Frankfurt                                              |
| Martina Müller     | 210   | 2000–2015  | FSV Frankfurt, SC 07 Bad Neuenahr, VfL Wolfsburgo                               |
| Mandy Islacker     | 146   | 2005–2023  | FCR 2001 Duisburg, SGS Essen, FC Bayern Muních, 1. FFC Frankfurt, 1. FC Colonia |
| Petra Wimbersky    | 142   | 2001–2012  | FC Bayern Muních, 1. FFC Turbine Potsdam, 1. FFC Frankfurt                      |
| Alexandra Popp     | 141   | 2009–      | FCR 2001 Duisburg, VfL Wolfsburgo                                               |
| Célia Šašić        | 138   | 2005–2015  | SC 07 Bad Neuenahr, 1. FFC Frankfurt                                            |
| Shelley Thompson   | 136   | 2001–2013  | FCR 2001 Duisburg, Hamburger SV, VfL Wolfsburg, Bayer 04 Leverkusen             |
| Anja Mittag        | 129   | 2003–2017  | 1. FFC Turbine Potsdam, VfL Wolfsburg                                           |
| Lea Schüller       | 119   | 2014–      | SGS Essen, FC Bayern München                                                    |
| Claudia Müller     | 114   | 1998–2005  | SG Praunheim, 1. FFC Frankfurt, VfL Wolfsburg                                   |
| Sandra Smisek      | 113   | 1998–2013  | FSV Frankfurt, FCR Duisburg 55, 1. FFC Frankfurt                                |
| Charline Hartmann  | 110   | 2002–2017  | FCR 2001 Duisburg, SG Essen-Schönebeck, SG Essen-Schönebeck                     |
| Nina Aigner        | 107   | 2002–2011  | FC Bayern München                                                               |
| Renate Lingor      | 103   | 1998–2008  | SG Praunheim, 1. FFC Frankfurt                                                  |
| Genoveva Añonma    | 100   | 2009–2018  | FF USV Jena, 1. FFC Turbine Potsdam, MSV Duisburg                               |

- Otras dos futbolistas activas son Ewa Pajor que dejó la Bundesliga rumbo a España en 2024 tras marcar 96 goles y Nicole Billa con 85 goles antes del inicio de la temporada 2024-25.